# 塞伊內縣

54°7′N 23°22′E / 54.117°N 23.367°E
塞伊內縣（波蘭語：Powiat sejneński），是波蘭的縣份，位於該國東北部，由波德拉謝省負責管轄，首府設於塞伊内，面積856平方公里，2006年人口21,331，人口密度每平方公里25人。